# Psycho II
Psicose 2 é um filme estadunidense de 1983. É a continuação do clássico de Alfred Hitchcock, sendo estrelado pelo mesmo Anthony Perkins, além de Vera Miles como a irmã de Marion Crane. Completam o elenco Meg Tilly e Robert Loggia.

## Sinopse
Norman Bates é solto do sanatório após se mostrar uma pessoa curada. Mas Lila Loomis não aceita que Norman esteja solto (mesmo depois de matar não somente sua irmã, mas também outras pessoas). Norman vai convivendo em sociedade, e consegue um emprego numa lanchonete, onde conhece uma jovem, Mary Samuels (Meg Tilly), que diz precisar de um lugar para viver. Norman lhe arruma um quarto no Hotel Bates (agora gerenciado por Warren Toomey, que é demitido após Norman encontrar drogas em um dos quartos).
Na lanchonete, Toomey provoca Bates, e Norman encontra um bilhete que diz ser de sua mãe. Norman acusa Toomey, que nega. De volta à casa, Mary e Norman vão criando vínculos, e Toomey aparece na frente da casa para provocá-lo. Toomey diz que está indo embora do hotel, mas acaba sendo assassinado. 
Aos poucos Norman começa a se perturbar novamente com a história da mãe, e novos assassinatos vão acontecendo. A culpa cai sobre Norman Bates, e aos poucos também recai sobre Mary.

## Elenco
- Anthony Perkins ..... Norman Bates
- Vera Miles ..... Lila Loomis
- Robert Loggia ..... Dr. Raymond Bill
- Meg Tilly ..... Mary Samuels
- Dennis Franz ..... Warren Toomey
- Claudia Bryar ..... Srs. Emma Spool